# Zata
Manuel Zatarain Adulce, que firmaba como Zata (Valladolid, 1928 - Marbella, 14 de junio de 2013), fue un dibujante de cómic y pintor español perteneciente a la llamada Escuela Madrileña del Tebeo.

## Biografía
Manuel Zataraín realizó varias series para la revista "Chicos" durante la primera mitad de los años cincuenta.
Probó luego con la publicidad, pero a partir de 1959 produjo historietas policíacas para el mercado británico a través de la agencia Ibergraf.
Tras colaborar con "El Cuco", se dedicó a la pintura en Marbella, donde falleció el 14 de junio de 2013.

## Obra
| Años | Título                                          | Guionista                                  | Tipo            | Publicación                              |
| ---- | ----------------------------------------------- | ------------------------------------------ | --------------- | ---------------------------------------- |
| 1944 | La Banda Negra                                  |                                            | Serie           | Valor y Fe                               |
| 1949 | Doctor Gildos                                   |                                            | Serie           | El Norte de Castilla; en 1954, en Chicos |
| 1953 | Goyo y Nico                                     |                                            | Serie           | Boy                                      |
| 1953 | Pimpirincola y Picopardo                        |                                            | Serie           | Boy                                      |
| 1954 | Quique Banderas                                 | José Mallorquí                             | Serie           | Chicos                                   |
| 1962 | Capitán Martín, de la Patrulla de los Diamantes | José Mallorquí / Juan Antonio De Laiglesia | Serie           | Duwarín, Amuca                           |
| 1970 | Miguelín                                        |                                            | Serie           | El Cuco                                  |
| 1982 | El Cómic Vivo                                   |                                            | Serie colectiva | Comix Internacional + Ilustración        |